# Amberley Snyder
Amberley Snyder (* 19. Januar 1991) ist eine US-amerikanische Rodeoreiterin und Motivationstrainerin. Seit einem Unfall im Jahr 2010 ist sie querschnittgelähmt, setzt jedoch trotzdem ihre Karriere als Sportlerin erfolgreich fort.

## Leben vor dem Unfall
Amberley Snyder wurde in Kalifornien als Kind von Tina und Cory Snyder geboren. Sie ist das zweitälteste Kind und hat fünf Geschwister: Ashley, Justin, Taylor, Aubrey und Autumn. Sie begann im Alter von drei Jahren zu reiten und nahm ab einem Alter von sieben an Wettkämpfen im Barrel Race teil. Amberley Snyder gewann die 2009 All-Around Cowgirl World Championship in der National Little Britches Rodeo Association und war von 2009 bis 2010 Utahs Repräsentantin in der Future Farmers of America-Organisation.

## Unfall 2010
Am 10. Januar 2010 befand sich Amberley Snyder auf dem Weg zur Denver Stock Show. Nach einem Tankstopp in Rawlins, Wyoming, vergaß sie, ihren Sicherheitsgurt wieder anzulegen. Weniger als 15 km hinter diesem Halt driftete sie, als sie auf die Karte sehen wollte, in die Gegenfahrbahn, und korrigierte zur anderen Seite über. Ihr Truck kam von der Straße ab und überschlug sich siebenmal. Amberley Snyder wurde aus dem Truck und gegen einen Zaunpfosten geschleudert. Dabei wurde der unterste Brustwirbel zertrümmert, was eine Lähmung von der Taille abwärts zur Folge hatte.

## Rehabilitation und Fortsetzung ihrer Karriere
Mit Hilfe von Physiotherapie sowie einem Sicherheitsgurt an ihrem Sattel gelang es Amberley Snyder 2011, in den Reitsport und zum Rodeo zurückzukehren. Sie wechselte vom Snow College zur Utah State University, an der sie zur Kapitänin des National Intercollegiate Rodeo Association Teams aufstieg. 2014 erhielt sie das Shane Drury „Nothin’ But Try“-Stipendium.
2015 erhielt Amberley Snyder eine Zulassung (Fan Exemption) für das von RFD-TV ausgerichtete The American Rodeo im AT&T Stadion in Arlington, Texas. Sie erreichte beim Barrel Race eine Zeit von 15,3 Sekunden auf ihrem Pferd Power und war damit nur 0,6 Sekunden langsamer als der Gewinner. 2016 kam Amberley Snyder in die Top 5 der Rocky Mountain Pro Rodeo Association, erlangte Women’s Professional Rodeo Association Zulassung und nimmt nun an den Wettbewerben des Wilderness Circuit teil.
In den Vereinigten Staaten ist Amberley Snyder eine bekannte Motivationstrainerin. Sie postet wöchentlich ein „Wheelchair Wednesday“ (dt. Rollstuhlmittwoch) Video in ihrem Social-Media-Kanal, um auf die täglichen Herausforderungen des Lebens im Rollstuhl aufmerksam zu machen.

## Medien
Amberley Snyder veröffentlichte ein illustriertes Kinderbuch Walk Ride Rodeo über das Überwinden von Widerständen. Ihr Leben und insbesondere der Unfall und die darauffolgende Rehabilitation wurden 2019 von Netflix unter dem Titel Laufen. Reiten. Rodeo. (en. Walk. Ride. Rodeo.) verfilmt. 
Snyder agierte als ihr eigenes Stuntdouble für alle Reitsequenzen nach dem Unfall, während ihre jüngere Schwester Autumn Snyder die Stunts vor dem Unfall ausführte. Snyders Pferd Power spielte sich selbst.